# Pilar, Capiz
Pilar là một đô thị hạng 4 ở tỉnh Capiz, Philippines. Theo điều tra dân số năm 2000 của Philipin, đô thị này có dân số 38.903 người trong 7.747 hộ.
Pilar được chia thành 24 barangay.
| - Balogo - Binaobawan - Blasco - Casanayan - Cayus - Dayhagan - Dulangan - Monteflor - Natividad - Olalo - Poblacion - Rosario | - San Antonio - San Blas - San Esteban - San Fernando - San Nicolas - San Pedro - San Ramon - San Silvestre - Sinamongan - Santa Fe - Tabun-acan - Yating |